# Licó de Siracusa
Licó de Siracusa (en llatí Lycon, en grec antic Λύκων) fou un militar siracusà. Quan els assassins van entrar a la casa de Dió de Siracusa el 353 aC sense armes i estaven buscant a la casa una arma per matar-lo, els va donar un ganivet a través de la finestra.
L'esmenten principalment Plutarc, Dió Cassi i Diodor de Sicília.